# Vasodilatateur

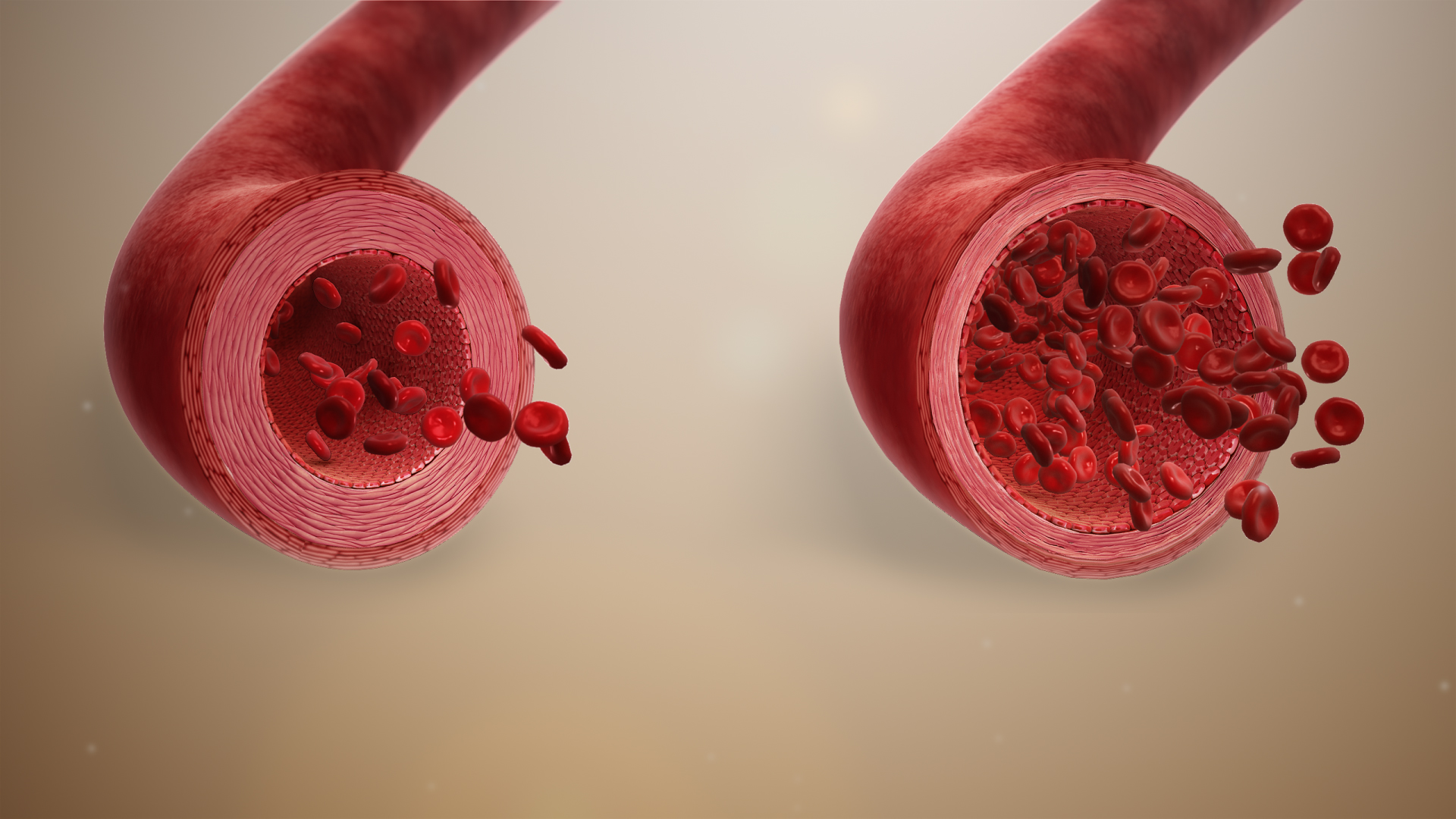
Le vaisseau sanguin vasodilaté (à droite) laisse passer plus de sang que le vaisseau sanguin normal (à gauche).

Un vasodilatateur (contraire de vasoconstricteur) est une substance qui permet de dilater les vaisseaux sanguins, c'est-à-dire d'augmenter leur lumière, en relâchant les muscles lisses des parois de ces vaisseaux.
La conséquence principale est la diminution de la pression artérielle car il y a plus de place disponible au sang pour circuler.
Par ailleurs, les vasodilatateurs augmentent le débit sanguin du territoire où ils provoquent une vasodilatation.
Ils peuvent agir spécifiquement sur certains vaisseaux : artères, artérioles, veines, ou sur certains territoires.
Ils agissent soit par une action directe sur les vaisseaux, soit en inhibant une substance vasoconstrictrice.
Plusieurs vasodilatateurs sont utilisés comme médicaments.
Ils sont utilisés pour :
- baisser la pression artérielle dans le traitement de l'hypertension artérielle ;
- améliorer les conditions de travail du cœur, notamment dans l'insuffisance cardiaque ;
- améliorer la perfusion de certains tissus ;
- lever ou prévenir un spasme sur un vaisseau.
- dilater l'anus.

## Vasodilatateurs naturels et médicaments qui les utilisent
- Adénosine[2]
  - Adenocard - utilisé en premier lieu comme antiarythmique.
- L'adrénaline a un effet vasodilatateur sur les artérioles à paroi musculaire lisse (par action sur les récepteurs adrénergiques beta-2) par augmentation de la production d'AMPc. Lorsque la dose administrée est importante, l'adrénaline obtient au contraire un effet vasoconstricteur (par action sur les récepteurs adrénergiques alpha-1). La noradrénaline et l'adrénaline en haute dose ont donc un effet vasoconstricteur sur les artérioles par leur action sur les récepteurs alpha-adrénergiques : ceux-ci, par l'intermédiaire d'une protéine Gq, vont déclencher une cascade qui provoque la hausse de concentration du calcium cytoplasmique, ce qui va stimuler la Myosin Light Chain Kinase et engendrer la contraction du muscle lisse.
  - Alpha-bloquants et bêta-bloquants (bloquent l'effet constricteur de la noradrénaline).
- Facteur natriurétique auriculaire - un vasodilatateur peu puissant.
- Bradykinine
- L'éthanol (principe actif de l'alcool) est le plus connu des vasodilatateurs usuels. Toutefois sa consommation régulière entraîne des mécanismes coercitifs de la vasodilatation.
- Histamine
  - Les facteurs du complément C3a, C4a et C5a agissent sur la libération d'histamine des mastocytes et des granulocytes basophiles.
- Acide nicotinique (Niacine)
- Oxyde nitrique (NO)
  - Nitroglycérine
- Facteur d'activation plaquettaire (PAF)
- Prostacycline[3] (PGI2) et d'autres prostaglandines.
- Tétrahydrocannabinol (THC) - le principal principe actif du cannabis. Ses effets vasodilatateurs modérés font rougir les yeux des fumeurs de cannabis.
- Inhibiteurs du système rénine-angiotensine : inhibiteurs de la rénine, inhibiteurs de l'enzyme de conversion, inhibiteurs de l'angiotensine...

Médicaments usuels
- Nitrates :
  - Dinitrate d'isosorbide ;
  - Nitroglycérine.
- Inhibiteurs calciques :
  - Diltiazem ;
  - Nifédipine ;
  - Vérapamil.
- Inhibiteurs de l’enzyme de conversion de l’angiotensine (ECA) :
  - Captopril ;
  - Énalapril.
- Sympatholytiques :
  - Hydralazine ;
  - Prazosine.